# Aire urbaine de Romans-sur-Isère
L'aire urbaine de Romans-sur-Isère est une aire urbaine française centrée sur l'unité urbaine de Romans-sur-Isère. Composée de 28 communes, elle comptait 73 512 habitants en 2013.

## Caractéristiques
D'après la définition qu'en donne l'Insee, l'aire urbaine de Romans-sur-Isère est composée de 27 communes, situées dans la Drôme. Ses 65 933 habitants font d'elle la 114e aire urbaine de France.
6 communes de l'aire urbaine sont des pôles urbains.
Le tableau suivant détaille la répartition de l'aire urbaine sur le département (les pourcentages s'entendent en proportion du département) :
| Département | Communes | Communes (%) | Superficie (km²) | Superficie (%) | Population (1999) | Population (%) |
| ----------- | -------- | ------------ | ---------------- | -------------- | ----------------- | -------------- |
| Drôme       | 27       | 7,3          | 368,66           | 5,6            | 65 933            | 15,1           |